# 大國文化集團
大國文化集團（英語：Music Nation Group），簡稱「大國文化」或，是香港的一家唱片公司和娛樂集團。該集團以漢語地區為重點發展區域，同時以各類音樂及娛樂表演項目為主要業務，當中包括唱片製作及發行、音樂版權管理、藝人經紀和演唱會統籌等等。
該集團原為電訊盈科在日本的子公司「PCCW Japan」所創立並全資擁有，其後被電訊盈科主席李澤楷以私人名義收購。該集團曾經擔任著名音樂劇《歌聲魅影》的主辦機構，並安排該音樂劇在香港的公開演出。
2022年4月MakerVille成立，但歌曲仍由大國文化出品。
大國文化（Music Nation Records）主要代理MakerVille旗下組合之歌曲發行，大國文化藝人管理有限公司（Music Nation Artists Management）主要代理MakerVille旗下藝人之歌曲發行。
2022年11月14日，大國文化因Mirror演唱會事故，被暫停租用所有康樂及文化事務署場地，直至另行通知。

## 旗下藝人

### 大國文化 Music Nation Records
| 男歌星        | 男歌星        | 男歌星        | 男歌星        |
| ------------- | ------------- | ------------- | ------------- |
| 陳卓賢 MIRROR | 姜 濤 MIRROR  | 盧瀚霆 MIRROR | 柳應廷 MIRROR |
| 江𤒹生 MIRROR | 呂爵安 MIRROR | 李駿傑 MIRROR | 邱士縉 MIRROR |
| 王智德 MIRROR | 楊樂文 MIRROR | 陳瑞輝 MIRROR | 邱傲然 MIRROR |
| 梁 業 ERROR   | 郭嘉駿 ERROR  | 吳保錡 ERROR  | 何啟華 ERROR  |
| 卓金樂 ROVER  | 陳鎮亨 ROVER  | 雷濠權 ROVER  | 王希晉 ROVER  |
| 田曜誠        | 湯駿業        | 鄧思朗        |               |
| 女歌星        |               |               |               |
| 陳泳伽 COLLAR | 邱彥筒 COLLAR | 李芯駖 COLLAR | 許 軼 COLLAR  |
| 蘇雅琳 COLLAR | 王家晴 COLLAR | 沈貞巧 COLLAR | 楊安妮        |
| 何洛瑤        |               |               |               |
| 組合          |               |               |               |
| MIRROR        | ERROR         | COLLAR        | 5G            |
| ROVER         |               |               |               |

## 已約滿／解約藝人
| 大國文化                        | 大國文化                  | 大國文化                      | 大國文化                     |
| 男藝人                          | 男藝人                    | 男藝人                        | 男藝人                       |
| ------------------------------- | ------------------------- | ----------------------------- | ---------------------------- |
| 古天樂                          | 蕭正楠 （已加盟TVB）      | 陳 驊                         | Dear Jane （已加盟華納音樂） |
| 太極樂隊 （已加盟博美娛樂）     | 區永權 （已加盟TVB）      | 黃曉明                        | 汪 峰                        |
| 郭富城                          | 薛國斌 （已加盟耀榮文化） | 鍾健威                        | 朱鑑然                       |
| 李建邦                          | 黃劍文 （已加盟TVB）      |                               |                              |
| 女藝人                          |                           |                               |                              |
| 關淑怡                          | 梁靖琪                    | 陳美詩 （已加盟星娛樂）       | 女生宿舍                     |
| 楊子姍                          | 王 蓉                     | 廖雋嘉                        | 陳姿言                       |
| 黃心美                          | 鄧洢玲                    | 楊偲泳 （已加盟天高娛樂）     | 朱汶欣                       |
| 霍嘉恩                          | 余采霖                    | 蘇芷晴                        |                              |
| 大國翼星娛樂                    |                           |                               |                              |
| 歐陽菲菲                        | 信樂團 （已加盟擎天娛樂） | 潘瑋儀                        | 張力仁                       |
| 宮尚義 （現為量能文創負責人）   | 劉畊宏                    | 夏如芝                        |                              |
| 陳韋汝                          | 羅文裕                    | 廖育緯                        | Style                        |
| K ONE                           | 許嘉凌 （已加盟量能文創） | 許慧欣 （已加盟量能文創）     |                              |
| 大國大熊星娛樂                  |                           |                               |                              |
| 李 玟 （已加盟環球唱片 (台灣)） | 劉若英 （已加盟亞神音樂） | 孟庭葦 （已加盟樂華娛樂）     | 余荃斌                       |
| 潘嘉麗 （已加盟滾石唱片）       | 陳 好 （已加盟樂華娛樂）  | 潘越雲 （已加盟美夢成真音樂） | 袁 泉                        |
| 陳予新 （已加盟米樂士娛樂）     |                           |                               |                              |

## 過往統籌項目
音樂劇
- 《歌聲魅影》（時間：2006年7月11日至8月20日、地點：香港文化中心）

## 外部連結
- （繁體中文）香港大國文化藝人管理有限公司的Facebook專頁
- （繁體中文）香港大國文化  Music Nation的Facebook專頁
- （繁體中文）香港貿發局註冊資料：大國文化音樂版權有限公司 - 香港 （页面存档备份，存于）
- （繁體中文）台灣大國文化的Facebook專頁（原名「大國翼星 Mn Wingman」）